# 天大将军增十二
仙女座60，又名BD+43 447，HD 13520、SAO 37867、HR 643，是仙女座的一颗恒星，视星等为4.83，位于銀經138.04，銀緯-16.23，其B1900.0坐标为赤經2h 6m 56.8s，赤緯+43° -16.23′ 45″。